# Moses Bloch
Moses Bloch (geboren am 6. Oktober 1804 in Gailingen, Baden; gestorben am  13. März 1841 in Buchau am Federsee, Württemberg) war ein deutscher Rabbiner.

## Leben
Moses Bloch war der Sohn des Landwirts Isaac Bloch und der Jeannette-Schöne Levi. Er war zwei Jahre Talmudschüler in Endingen, Schweiz.
Bloch ging 1820 ging nach Karlsruhe. Dort studierte er am Elias Wormser’schen Lehrhaus bei Jakob Ettlinger und an der Jeschiwa von Ascher Löw. Ab 1823 besuchte er auch das dortige Lyzeum. 1825 folgte er Jakob Ettlinger an die Lemle-Moses-Klaus nach Mannheim. Am 30. Oktober 1827 immatrikulierte er sich an der Ruprecht-Karls-Universität Heidelberg und studierte dort zwei Jahre Theologie. Wegen seiner Armut wurden ihm die Gebühren erlassen. Gleichzeitig studierte er bei Rabbiner Salomon Fürst die jüdischen Fächer. Sein Professor Paulus empfahl ihn nach Württemberg, wo zu der Zeit Mangel an Kandidaten bestand. Am 25. Mai 1829 bestand er die Staatsprüfung in Stuttgart als einer der ersten vier staatlich geprüften Rabbiner in Württemberg.
Am 26. Oktober 1829 wurde Bloch Rabbinatsverweser in Oberdorf. 1834 wurde er Bezirksrabbiner in Bad Buchau am Federsee.
Am 7. April 1835 heiratete Bloch Nanette Lindmann (gestorben 1865), Tochter von Jakob Lindmann aus Mannheim, mit der er acht Jahre verlobt gewesen war. Sie hatten zwei Söhne.
Bloch wird dem Reformjudentum zugerechnet. Er nahm an der Synode Abraham Geigers in Wiesbaden im Jahre 1837 teil. 1839 wurde er Mitglied des „Vereins jüdischer Gelehrter“.
Moses Bloch wurde auf dem jüdischen Friedhof in Buchau beerdigt (Grabstein Nr. 722).

## Veröffentlichungen (Auswahl)
- Zwei Reden bei der feierlichen Einweihung der neuen Synagoge in Buchau. 1839.
- Ueber ein altes Mspt. des Commentars Raschi zum Pentateuche. In: Abraham Geiger (Hrsg.): Wissenschaftliche Zeitschrift für jüdische Theologie. IV. Band, Fr. Brodhag`sche Buchhandlung, Stuttgart 1839, Heft 1, S. 138–140 (Digitalisat bei Compact Memory).
- Ueber die jüdischen Fasttage. In: Wissenschaftliche Zeitschrift für jüdische Theologie. IV. Band, Stuttgart 1839, Heft 2, S. 205–223 (Digitalisat bei Compact Memory).
- (Anonym:) Stabilität und Reform. Von einem Rabbiner aus Württemberg und Ueber das Verhalten bei Sterbenden. Von demselben Verfasser. In: Isaac Markus Jost (Hrsg.): Israelitische Annalen. Ein Centralblatt für Geschichte, Literatur und Cultur der Israeliten aller Zeiten und Länder. Erster Jahrgang, Johann David Sauerländer, Frankfurt am Main 1839, Nr. 27, S. 209 f. (Digitalisat bei Compact Memory).
- (Mit „B“ signiert:) Erwiederung an die [...] Anfrage an die Rabbinen Württembergs. Von Einem derselben. In: Israelitische Annalen. Erster Jahrgang, Frankfurt am Main 1839, Nr. 47, S. 371 (Digitalisat bei Compact Memory).
- (Mit „M. B.“ signiert:) Nachruf auf den Buchauer Rabbinatsverweser H. M. Landauer in: Israelitische Annalen. III. Jahrgang, Frankfurt am Main 1841, Nr. 9, S. 69 ff. (Digitalisat bei Compact Memory).